# 1603 Neva
1603 Neva (1926 VH) là một tiểu hành tinh vành đai chính được phát hiện ngày 4 tháng 11 năm 1926 bởi G. Neujmin ở Simeis.